# Kollhoff-Tower
Der Kollhoff-Tower ist ein 103 m hohes Gebäude mit 25 Etagen im Berliner Ortsteil Tiergarten. Es liegt – vom Potsdamer Platz aus gesehen – zentral am Anfang des in den 1990er Jahren neu aufgebauten Stadtviertels. Das nach Hans Kollhoff aus dem Büro Kollhoff und Timmermann Architekten benannte Gebäude wurde 1999 nach vierjähriger Bauzeit fertiggestellt.

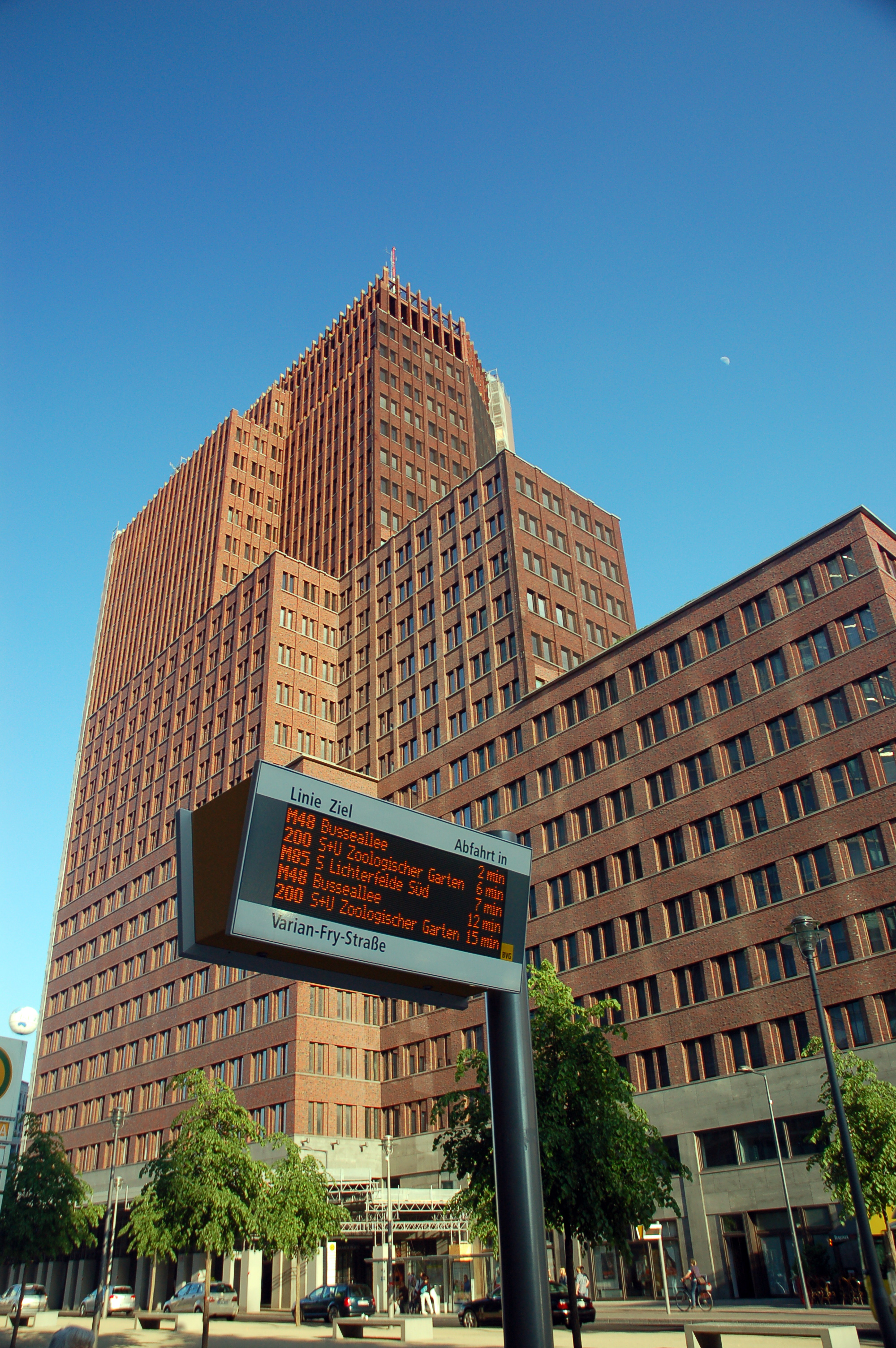
Kollhoff-Tower, abgestufte Rückseite im Stil klassischer Hochhäuser

Zusammen mit dem nördlich gelegenen Bahntower (103 m) und dem von Renzo Piano entworfenen Forum Tower (zwischenzeitlich PWC-Bürohochhaus, zusammen mit Atrium Tower und dem Einkaufszentrum The Playce Teil des debis-Komplexes) im Süden bildet es ein Hochhausensemble mitten in der Stadt. Kollhoff und Timmermann Architekten haben auch das nahegelegene Delbrück-Hochhaus des Beisheim-Centers entworfen. Beide Gebäude sind im Stil der frühen Hochhausarchitektur des 20. Jahrhunderts gestaltet.
Die untersten Etagen sind für Einzelhandelsgeschäfte vorgesehen, während die oberen Stockwerke für Büros reserviert sind. In der obersten Ebene gibt es seit dem 15. April 2000 eine Aussichtsplattform, auf die der schnellste Personenaufzug Europas führt. Er befördert die Passagiere mit 8,65 m pro Sekunde.
Anfang 2009 wurde das Gebäude für Fassadenreparaturen eingerüstet. Durch in die Klinkerfassade eindringende Nässe kann es zu Frostschäden kommen, die zum Herunterfallen von Fassadenteilen führen. Der Bürgersteig um das Gebäude wurde deswegen schon 2008 durch eine Gerüstkonstruktion überbaut, um Passanten zu schützen. Seit Anfang Juni 2010 ist die Aussichtsplattform wieder für die Öffentlichkeit zugänglich.
Es gibt dort oben die Dauerausstellung Berliner Blicke auf den Potsdamer Platz über die Geschichte des Potsdamer Platzes und ein rundum verglastes Panoramacafé.

## Weblinks

Bildergalerie
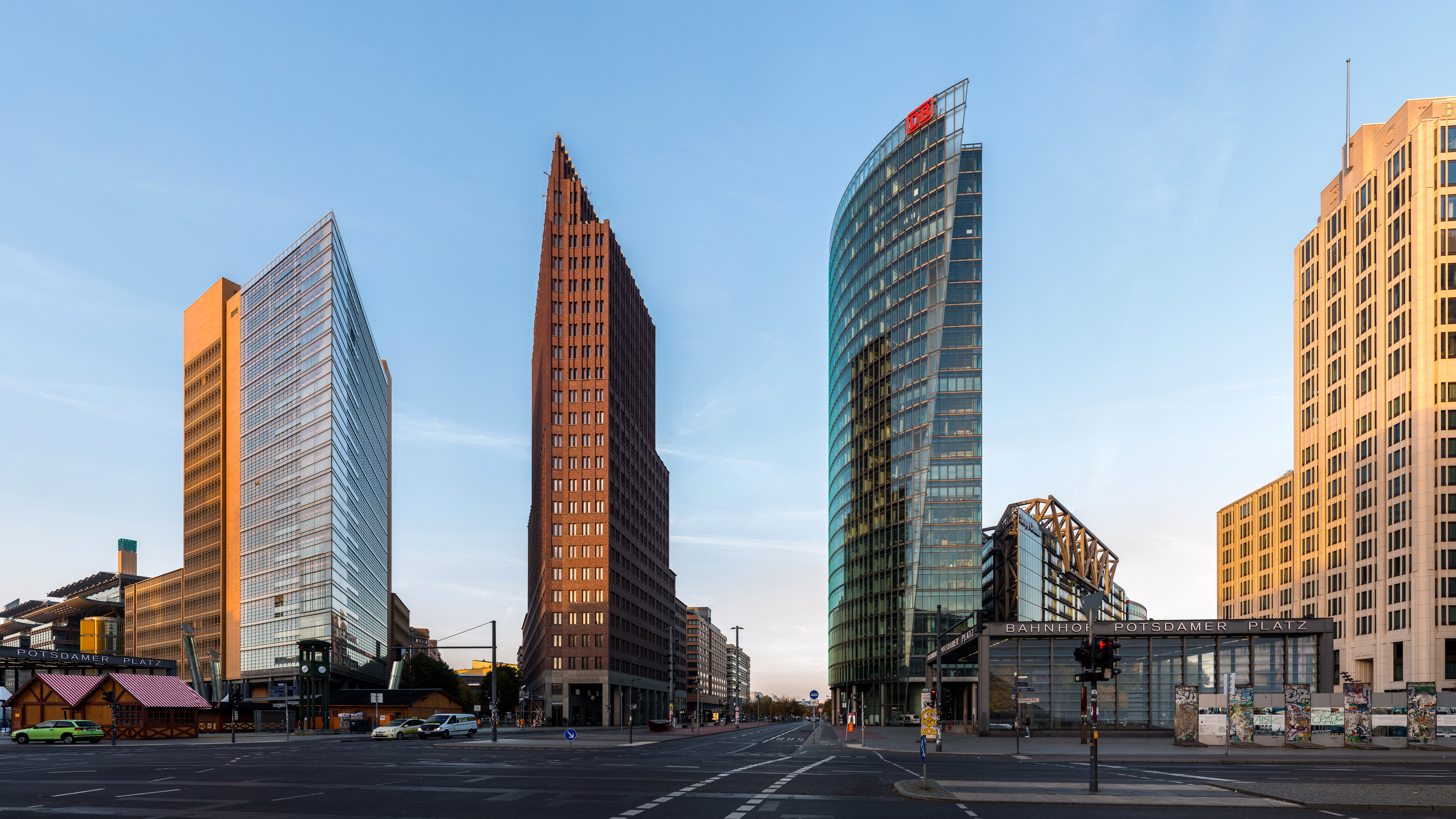
Atrium Tower, Kollhoff-Tower, Bahntower, Beisheim-Center (v. l. n. r.)
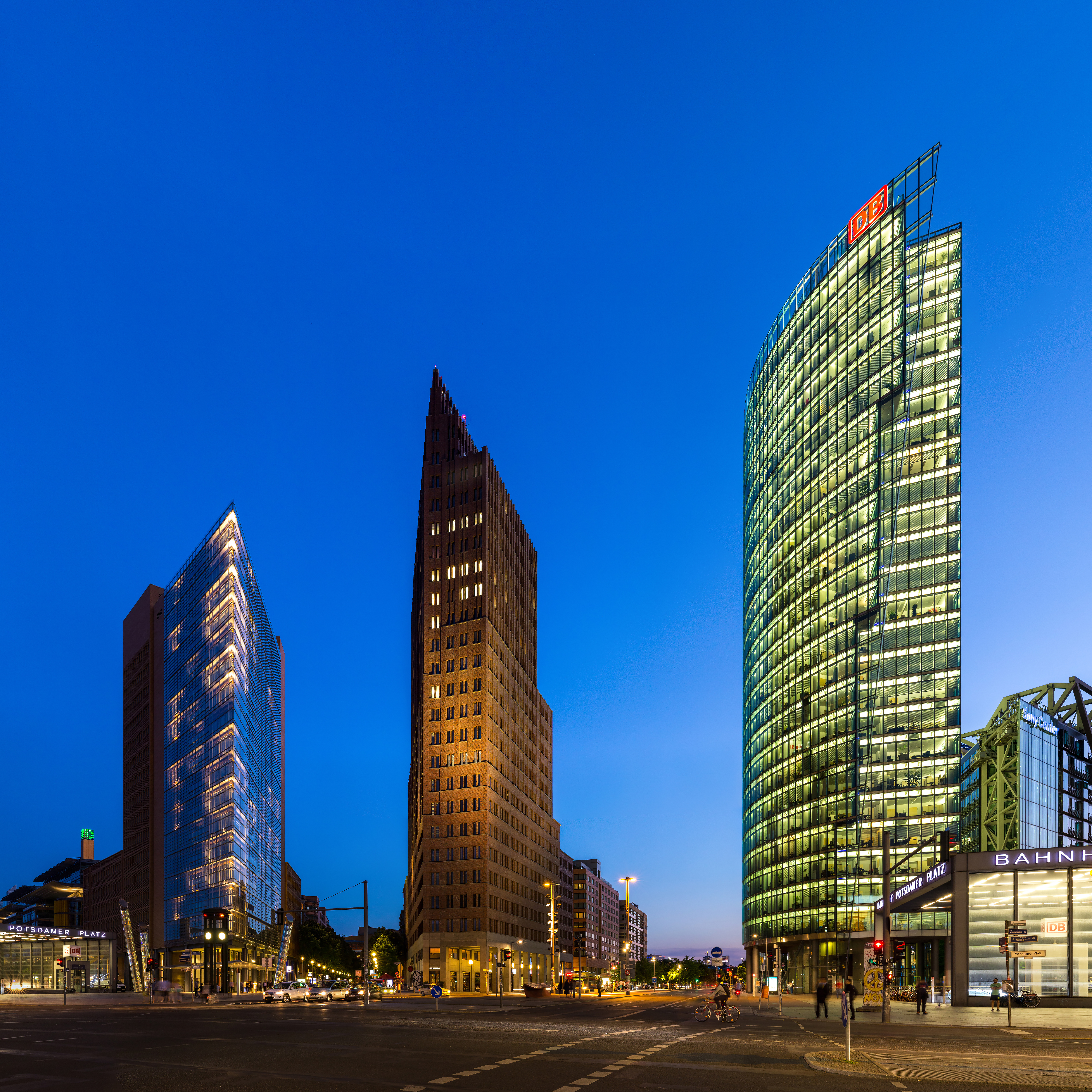
Abendliche Beleuchtung
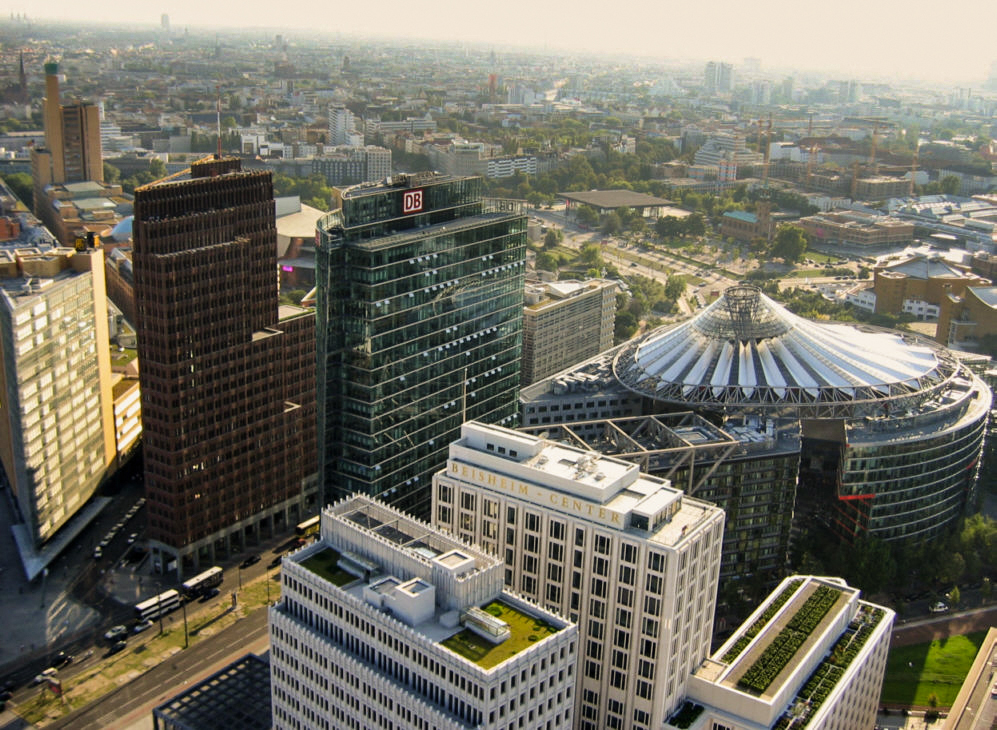
Draufsicht
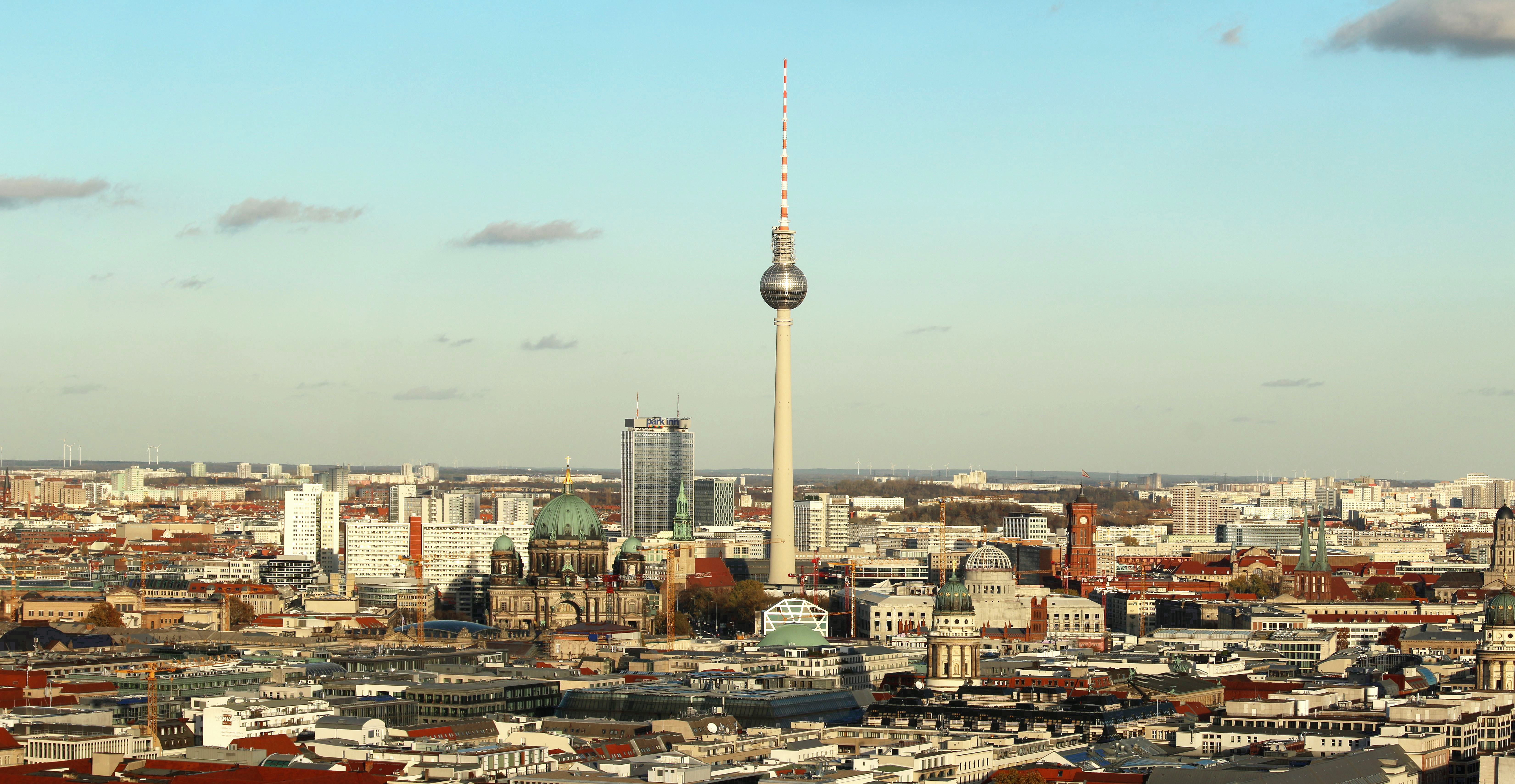
Ausblick von der Aussichtsplattform auf dem Kollhoff-Tower
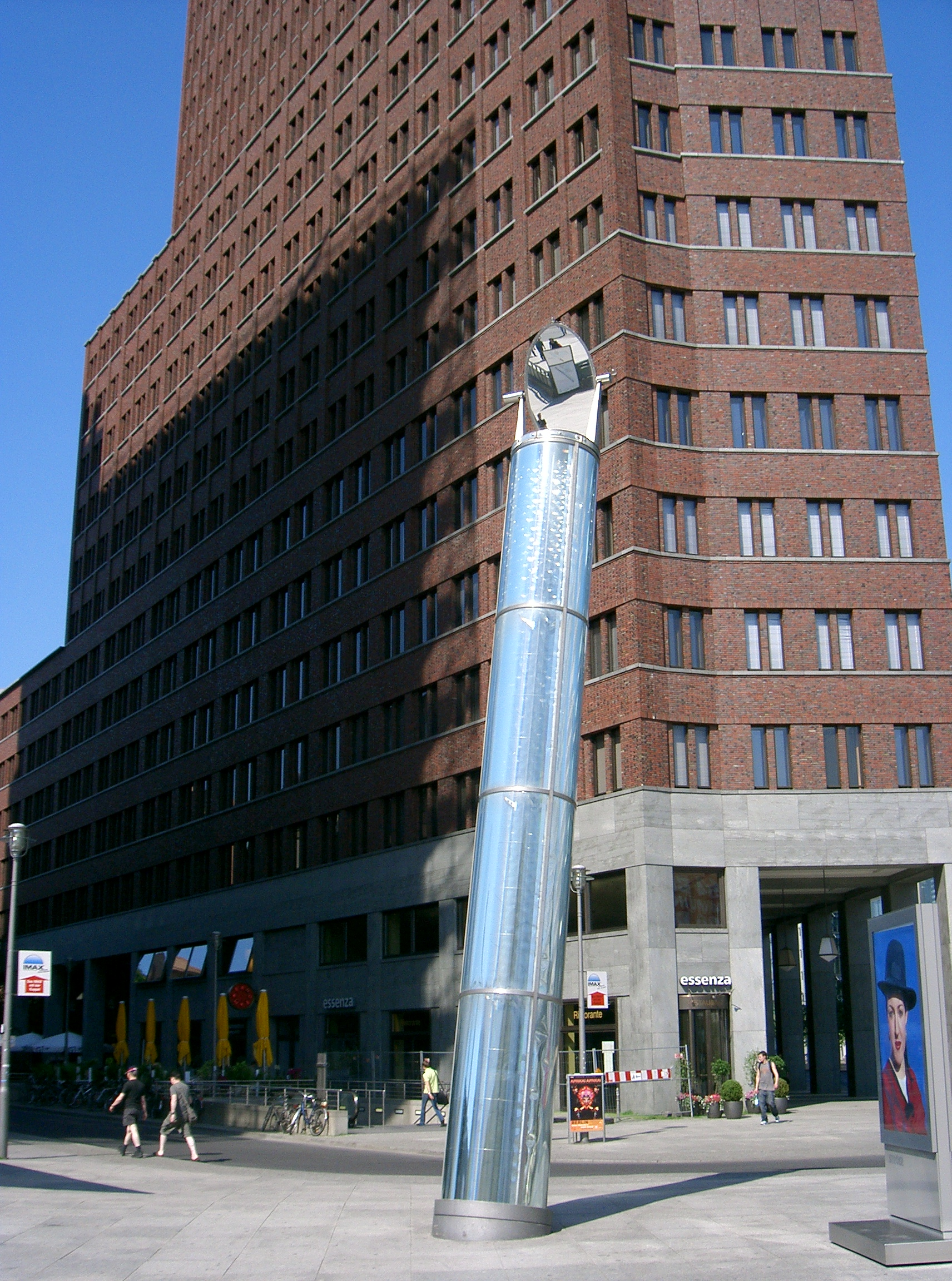
Lichtröhre vor dem Turmsockel
Blick auf Tiergarten, Bahntower und Stadtmitte (v. l. n. r.)
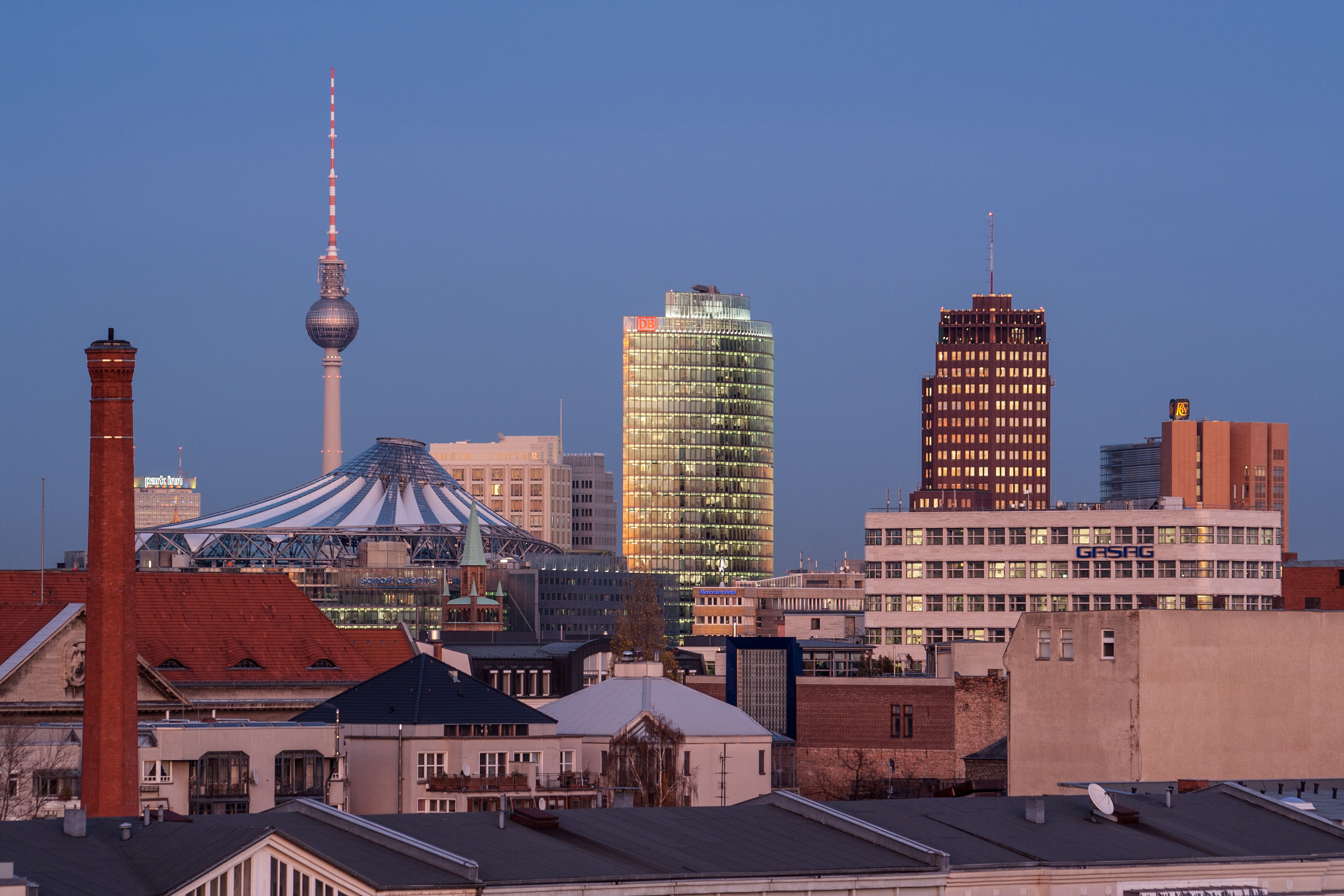
Fernwirkung mit dem Fernsehturm im Hintergrund